# Acetato de cicloexila
Acetato de cicloexila é um composto orgânico com a fórmula molecular C8H14O2. É um incolor líquido tóxico com um odor característico, insolúvel em água.

## Segurança

### Incompatibilidade química
A substância reage com oxidantes fortes, causando risco de incêndio e perigo de explosão.

### Médica
A substância irrita os olhos, a pele e o trato respiratório. Pode ter efeitos sobre o sistema nervoso central. Exposição a níveis elevados, inclusive por meio de inalação de vapores ou pela ingestão do líquido pode causar diminuição da consciência e, eventualmente, levar à sonolência e inconsciência.